# Banksia grossa
Banksia grossa är en tvåhjärtbladig växtart som beskrevs av Alexander Segger George 1981. Banksia grossa ingår i släktet Banksia och familjen Proteaceae. Inga underarter finns listade i Catalogue of Life.